# Marie-Claire Matip
Pour les articles homonymes, voir Matip.
Œuvres principales
- Ngonda

Marie-Claire Matip, née en 1938 à Éséka (Cameroun français) et morte le 7 février 2025, est une Camerounaise d'expression française, célèbre pour avoir été une des premières femmes d’origine sub-saharienne à avoir publié un récit autobiographique, qui est aussi un témoignage sur une société africaine en pleine évolution. 

## Biographie

### Origines
Marie-Claire Matip est née en 1938 à Éséka, en pays bassa. La famille des Matip y est une famille influente. Son père, Matip Ma Soundjock, a été le dernier chef traditionnel du clan de Ndog-Nje, et a appartenu à l’aristocratie même lors de la colonisation. Son père, Henri Matip, qui en est le chef, a plusieurs épouses et plusieurs dizaines d’enfants. Membre de l’élite autochtone, il conserve dans les années 1950 une position enviable, restant un intermédiaire entre l’administration coloniale et les populations locales, tout en soutenant en sous-main l’Union des populations du Cameroun (UPC), un parti de libération nationale ancré à gauche et particulièrement bien implanté dans la région d’Éséka,. Marie-Claire Matip reçoit tout d’abord des cours au domicile de ses parents, par un précepteur, puis rejoint les bancs de l’école communale d’Éséka. À 13 ans, malgré les réticences de sa mère, elle entre au Collège moderne de jeunes filles de Douala, plus loin du domicile familial, en internat.

### Premiers écrits d'une africaine au sud du Sahara
Toute l’adolescence de Marie-Claire Matip se situe dans cette période déterminante, après la Seconde Guerre mondiale (qui a vu s’affronter les trois puissances colonisatrices présentes dans cette région, l’Allemagne d’une part, la France et la Grande-Bretagne d’autre part), et avant l’indépendance du Cameroun. C’est aussi une période où la hiérarchisation traditionnelle de la société est remise en cause, où la scolarisation commence à se généraliser et où de nouvelles perspectives s’ouvrent timidement pour les femmes africaines. C’est à cette époque qu’elle écrit un récit autobiographique, écrit en langue française, Ngonda, décrivant la vie d’une jeune fille au Cameroun. Ce texte est conservé par Marie-Claire Matip qui réussit à le faire publier quelques années plus tard, en 1958, par la Librairie du Messager. C’est de l’avis de plusieurs auteurs, le premier livre publié par une femme africaine en Afrique sub-saharienne,,.

### Suite du parcours
En 1956, à 18 ans, un concours organisé par le magazine Elle et par Air France, qu’elle remporte, lui permet de faire un premier passage dans l’hexagone. L'année suivante, elle y retourne pour une sélection d’animateur radio. Elle revient au Cameroun où elle devient la présentatrice d’une émission radiophonique pour la jeunesse. Elle rêve de devenir journaliste. En 1958, elle prépare le baccalauréat au lycée Leclerc de Yaoundé ouvert depuis une dizaine d’années. Elle suit ensuite des cours à la faculté de lettres et à la faculté de théologie protestante de Montpellier. Puis elle s'inscrit à la Sorbonne en philosophie, psychologie et sociologie. Elle y présente une thèse de doctorat ayant pour thème « Quelques aspects des rôles de la femme en Afrique ». 
Elle se marie avec un étudiant camerounais, de culture bafia, et ils sont ensuite contraints de rester en France, ne pouvant revenir au Cameroun pour des raisons politiques. Ils ont quatre filles, Esther (Estha Divine, Princess Mataji Maa Tejomayee Devi), Erika dite Princess Erika, Eva ( Hewan décédée) et Elga., Devenue Marie-Claire Dobong'Na-Essiene, elle exerce différents métiers, comme secrétaire de direction, psychologue, ou chargée d'études de marché..

## Ngonda
Son récit de 47 pages, Ngonda, raconte de façon chronologique sa vie de sa naissance à la fin de son adolescence. Ngonda signifie « fillette » en bassa. Il illustre la vie en brousse durant l'enfance. À travers, notamment, les relations entre la narratrice et sa grand-mère, le texte incorpore les éléments de la tradition orale, importante dans cette région et apporte un témoignage sur les contes étiologiques, les mythes et les valeurs traditionnelles transmises alors aux enfants. 
Il apporte également un éclairage sur cette société en transformation, avec les difficultés des enfants fréquentant l'école à faire accepter leur situation dans leur communauté d'origine, puis les confrontations d'idées entre ressortissants de communautés différentes dans les grandes classes, le rôle de l'écriture pour affirmer de façon autonome ses points de vue, le regard sur la condition féminine, le refus des mariages imposés par la famille, etc. Ce récit qui semble en première lecture n'avoir rien de révolutionnaire adopte discrètement un point de vue féministe et revendique notamment le droit des femmes à apprendre l'écriture.